# Plesňák zemní
Plesňák zemní (Thelephora terrestris) je nejedlá houba z čeledi plesňákovitých.

## Výskyt
Roste hojně v červnu až listopadu ve všech typech lesů na pařezech, větvičkách, hrabance, v mechu i na holé zemi.

## Popis
Plesňák zemní má plodnice proměnlivé, někdy až nálevkovité nebo růžicovité. Okraj třásnité plodnice je maskován svojí zemitou barvou. Vzhledem se podobají lišejníkům.
Plodnice jsou složené ze srůstajících tuhých a tlustých plochých vějířovitých klobouků. Svrchní strana je nerovná, vláknitá, rezavě hnědá. Výtrusorodá spodní strana je bradavičnatá až vrásčitá, poněkud světlejší než strana svrchní.

## Synonyma
- Coniophora eradians (Fr.) Fr., Elench. fung. (Greifswald) 1: 195 (1828)
- Hyphoderma terrestre (Ehrh.) Wallr., Fl. crypt. Germ. (Norimbergae) 2: 579 (1833)
- Hypochnus eradians (Fr.) Bres., Annls mycol. 1(2): 106 (1903)
- Phylacteria terrestris (Ehrh.) Pat., Essai Tax. Hyménomyc. (Lons-le-Saunier): 119 (1900)
- Phylacteria terrestris var. eradians (Fr.) Bourdot & Galzin, Bull. trimest. Soc. mycol. Fr. 40(1): 127 (1924)
- Phylacteria terrestris var. infundibuliformis Bourdot & Galzin, Bull. trimest. Soc. mycol. Fr. 40(1): 126 (1924)
- Phylacteria terrestris var. resupinata Bourdot & Galzin, Bull. trimest. Soc. mycol. Fr. 40(1): 127 (1924)
- Phylacteria terrestris (Ehrh.) Pat., Essai Tax. Hyménomyc. (Lons-le-Saunier): 119 (1900) var. terrestris
- Phylacteria terrestris var. tomentella Bourdot & Galzin, Bull. trimest. Soc. mycol. Fr. 40(1): 127 (1924)
- Thelephora crustosa Lloyd, Mycol. Writ. 7(Letter 69): 1196 (1923)
- Thelephora eradians Fr., Elench. fung. (Greifswald) 1: 195 (1828)
- Thelephora minor Velen., České Houby 4-5: 770 (1922)
- Thelephora rhipidium Velen., České Houby 4-5: 772 (1922)
- Thelephora terrestris f. resupinata (Bourdot & Galzin) Donk, Medded. Nedl. Mycol. Ver. 22: 44 (1933)
- Thelephora terrestris var. infundibuliformis (Bourdot & Galzin) Corner, Beih. Nova Hedwigia 27: 88 (1968)
- Thelephora terrestris var. tomentella (Bourdot & Galzin) Corner, Beih. Nova Hedwigia 27: 88 (1968)
- Thelephora tristis Sacc., Fl. ital. crypt., Hymeniales (Genoa) 1: 1138 (1916)